# Précy-sur-Oise
Précy-sur-Oise är en kommun i departementet Oise i regionen Hauts-de-France i norra Frankrike. Kommunen ligger i kantonen Montataire som tillhör arrondissementet Senlis. År 2022 hade Précy-sur-Oise 3 331 invånare.

## Befolkningsutveckling
Antalet invånare i kommunen Précy-sur-Oise
| Referens: INSEE |